# Thác Cam Ly

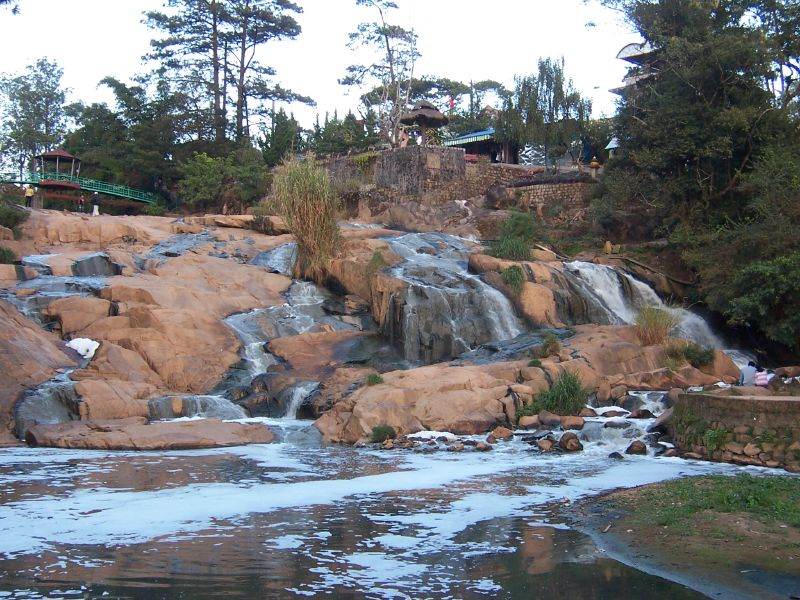
Thác Cam Ly, năm 2006

Thác Cam Ly là thác nước trên sông Cam Ly ở phường 5, thành phố Đà Lạt.

## Vị trí địa lý
Cam Ly ở gần trung tâm thành phố Đà Lạt, nằm trên thượng nguồn sông Cam Ly, cách khu Hòa Bình 2,3 km về phía Đông Nam và cách trung tâm thành phố Đà Lạt khoảng 2 km về phía Tây.

## Miêu tả
Thác mùa mưa nước chảy cuồn cuộn, từng khối nước khổng lồ đổ xuống dữ dội, nhờ vị trí gần trung tâm thành phố nên du khách thường ghé thăm. Dưới chân thác là một vườn hoa nhỏ. Trong khu vực thác có lăng Nguyễn Hữu Hào với nhiều kiến trúc độc đáo.

## Tên gọi

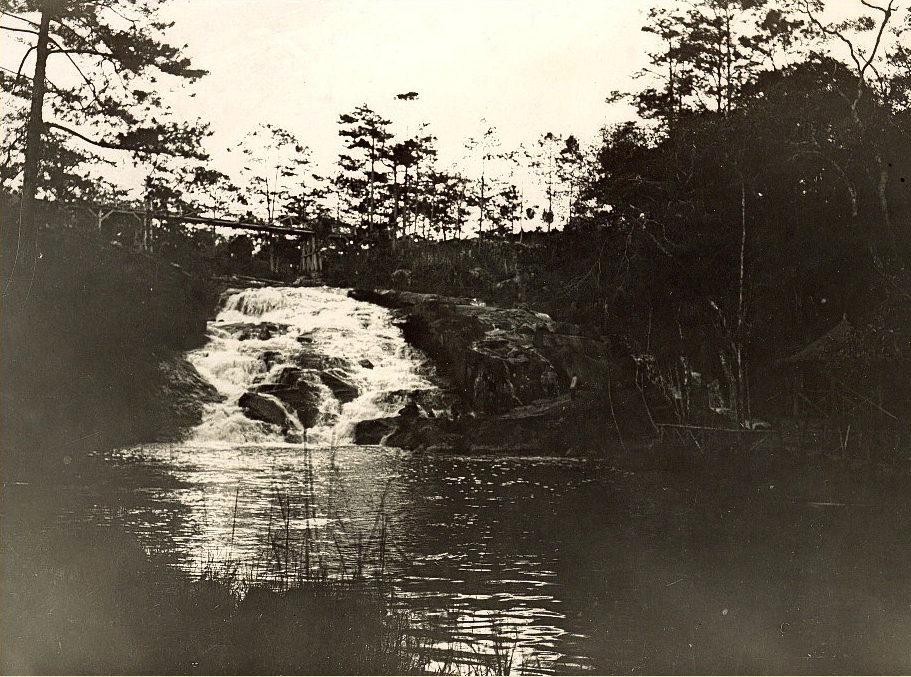
Thác Cam Ly, năm 1925

Có hai giả thuyết về tên gọi của thác Cam Ly:
- Người Lạch gọi thác Cam Ly là Liêng Tô Sra, về sau đổi thành thác Cam Ly mang tên đoạn suối Cẩm Lệ chảy từ Liêng Tô Sra đến sông Đạ Đờng. Vị tù trưởng người Cơ Ho có tên K’ Mly nên dân trong vùng lấy tên ông đặt cho dòng suối của họ để ghi nhớ công lao của chủ làng. Và lâu ngày người ta đọc trại thành Cam Ly.[1]
- Cam Ly xuất phát từ gốc Hán-Việt (cam là ngọt và ly là thấm vào). Có nghĩa rằng Cam Ly là biểu tượng của một dòng suối có nước ngọt.[1]

## Ô nhiễm nghiêm trọng
Thác Cam Ly do Công ty cổ phần Dịch vụ Du lịch Đà Lạt quản lý khai thác nhưng đang trong tình trạng xuống cấp do không được tu bổ, sửa chữa thường xuyên. Lăng Nguyễn Hữu Hào bị đập phá, cảnh quan đang bị phá hủy. Đến đầu năm 2011, thác Cam Ly bị ô nhiễm nghiêm trọng, bốc mùi hôi thối, nước cạn, là nơi chứa nước thải của thành phố Đà Lạt mà không được xử lý. Dù vậy, đến năm 2021 vẫn chưa có biện pháp khắc phục.